# Capelas (Lourinhã)
Capelas é uma aldeia da freguesia de Lourinhã.